# Handa Yuki
Yuki Handa (sinh ngày 10 tháng 1 năm 1996) là một cầu thủ bóng đá người Nhật Bản.

## Sự nghiệp câu lạc bộ
Yuki Handa đã từng chơi cho SC Sagamihara.